# Bringing Up Baby
Bringing Up Baby (prt: As Duas Feras; bra: Levada da Breca) é um filme de comédia maluca e romântica americano de 1938 da RKO Radio Pictures dirigido por Howard Hawks e estrelado por Katharine Hepburn e Cary Grant. O filme conta a história de um paleontólogo em uma série de apuros envolvendo uma herdeira desmiolada e um leopardo chamado Baby. O roteiro foi adaptado por Dudley Nichols e Hagar Wilde de um conto de Wilde publicado originalmente na revista semanal Collier's em 10 de abril de 1937.
O roteiro foi escrito especificamente para Hepburn e adaptado à sua personalidade. As filmagens começaram em setembro de 1937 e terminaram em janeiro de 1938, com atrasos no cronograma e no orçamento. A produção foi frequentemente atrasada devido aos ataques de riso incontroláveis dos protagonistas. Hepburn teve dificuldades com sua performance cômica e foi treinada por outro membro do elenco, o veterano do vaudeville Walter Catlett. Uma leoparda domesticada chamada Nissa foi usada durante as filmagens e desempenhou dois papéis no longa-metragem; o treinador de Nissa ficou fora da tela com um chicote em todas as cenas.
Bringing Up Baby foi um fracasso de bilheteria em seu lançamento, embora tenha obtido um pequeno lucro após seu relançamento no início da década de 1940. Logo após a estréia, Hepburn fez parte de um grupo de atores rotulados como "veneno de bilheteria" pelos proprietários de teatros dos Estados Unidos. Sua carreira declinou até vir The Philadelphia Story em 1940. A reputação do filme começou a crescer na década de 1950, quando passou a ser reprisado na televisão. Desde então, o longa-metragem ganhou aclamação da crítica e do público por suas palhaçadas e quedas malucas, situações absurdas e mal-entendidos, timing cômico, elenco completamente maluco, série de desventuras lunáticas e malucas, desastres, surpresas leves e comédia romântica. Em 1990, Bringing Up Baby foi selecionado para preservação no National Film Registry da Biblioteca do Congresso como "culturalmente, historicamente ou esteticamente significativo", e apareceu em várias listas de maiores filmes, ocupando o 88º lugar na lista dos 100 maiores obras cinematográficas de todos os tempos do American Film Institute.

## Enredo
David Huxley (Cary Grant) é um paleontólogo gentil. Nos últimos quatro anos, ele vem montando o esqueleto de um brontossauro mas falta-lhe um osso: a "clavícula intercostal". Somando-se ao seu estresse, está o casamento iminente com Alice Swallow (Virginia Walker) e a necessidade de impressionar Elizabeth Random (May Robson), que está considerando uma doação de um milhão de dólares ao seu museu. Na véspera do casamento, David conhece Susan Vance (Katharine Hepburn) por acaso em um campo de golfe. Ela joga a bola dele, mas não percebe que cometeu um erro. Susan é uma jovem de espírito livre, um tanto desmiolada, sem qualquer lógica. Essas qualidades logo envolvem David em vários incidentes frustrantes.
O irmão de Susan, Mark, enviou-lhe do Brasil um leopardo domesticado chamado Baby. Sua mansidão é facilitada pela música "I Can't Give You Anything but Love, Baby". Susan pensa que o protagonista é zoólogo e o manipula para acompanhá-la no transporte de Baby para sua fazenda em Connecticut. As complicações surgem quando ela se apaixona por ele e tenta mantê-lo em sua casa o máximo possível, até mesmo escondendo suas roupas, para evitar seu casamento iminente.
A clavícula intercostal de David é entregue, mas o cachorro da tia de Susan, George (Skippy), a pega e a enterra em algum lugar. Quando a tia de Susan chega, encontra David de camisola. Para desgosto de David, ela se revela Elizabeth Random. Uma segunda mensagem de Mark deixa claro que o leopardo é para Elizabeth, pois ela sempre quis um. Baby e George, que se tornaram amigos, fogem. O zoológico é chamado para ajudar a capturar Baby. Susan e David correm para encontrar Baby antes que os tratadores o façam e, confundindo-o com um perigoso leopardo de um circo próximo, o soltam da jaula.

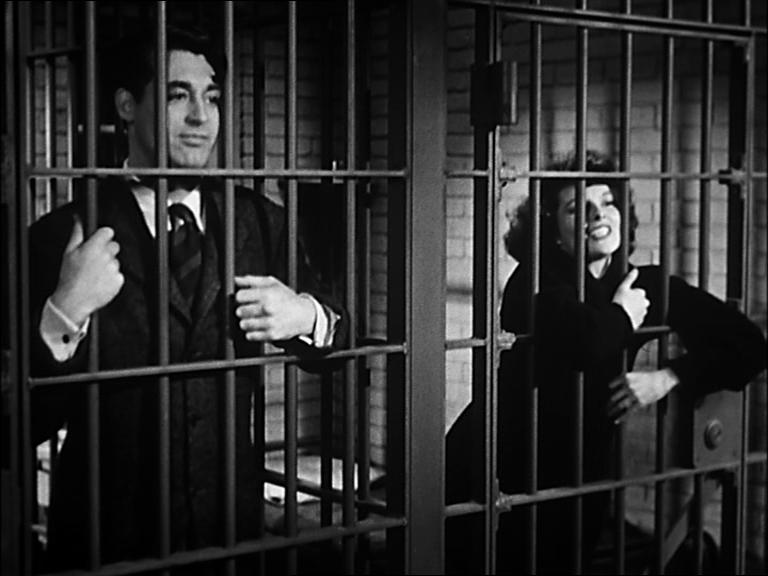
Os protagonistas na prisão

David e Susan são presos por um policial da cidade, o policial Slocum, por agirem de forma estranha na casa do Dr. Fritz Lehman, onde encurralaram o leopardo do circo, pensando que se tratava de Baby. Quando Slocum não acredita na história deles, Susan lhe conta que eles são membros da "Leopard Gang" ela se autodenomina "Swingin' Door Susie," enquanto chama David de "Jerry the Nipper". Eventualmente, quando a identidade de todos é esclarecida, Susan (que havia escapado por uma janela) retorna, arrastando um leopardo em uma corda. Quando é revelado que não se trata de Baby, mas sim do leopardo do circo, extremamente irritado, David salva Susan, usando uma cadeira para espantar o grande felino para uma cela.
Algum tempo depois, Susan encontra David, que foi abandonado por Alice por sua causa, em uma plataforma alta, trabalhando na reconstrução de seu Brontossauro no museu. Depois de mostrar a ele o osso perdido, que ela encontrou seguindo George por três dias, Susan, contrariando seus avisos, sobe uma escada alta ao lado do esqueleto do dinossauro para ficar mais perto dele. A protagonista conta a David que sua tia lhe deu o milhão de dólares e quer doá-lo ao museu, mas David está mais interessado em dizer a ela que o dia que passou com a mulher foi o melhor dia de sua vida. Eles declaram seu amor um pelo outro, e Susan, distraída pelo momento, inconscientemente balança a escada de um lado para o outro. Enquanto conversam, e a escada balança cada vez mais a cada balanço, Susan e David finalmente percebem que Susan está em perigo. Assustada, ela sobe no esqueleto, eventualmente fazendo-o desabar. David agarra sua mão antes que ela caia, a levanta para a plataforma e, sem entusiasmo, reclama da perda de seus anos de trabalho em seu Brontossauro enquanto ela o convence a perdoá-la. Resignado a um futuro de caos, David abraça Susan.

## Elenco
- Katharine Hepburn como Susan Vance
- Cary Grant como Dr. David Huxley (também conhecido como Sr. Bone)
- May Robson como Elizabeth Carlton Random, tia de Susan
- Charles Ruggles como Major Horace Applegate, um caçador de animais de grande porte
- Walter Catlett como Policial Slocum
- Barry Fitzgerald como Aloysius Gogarty, jardineiro da Sra. Random
- Fritz Feld como Dr. Fritz Lehman, um psiquiatra abastado
- Virginia Walker como Alice Swallow, noiva de David
- George Irving como Alexander Peabody, advogado da Sra. Random
- Leona Roberts como Hannah Gogarty, esposa de Aloysius e serva da Sra. Random
- Tala Birell como Sra. Lehman, esposa do Dr. Lehman
- John Kelly como Elmer, assistente do policial Slocum

Não creditado
- D'Arcy Corrigan como Professor LaTouche
- Billy Bevan como Tom, o barman
- Billy Franey como o açougueiro
- Billy Benedict como amigo de David
- Dick Lane como o gerente do circo
- Ward Bond como um policial motociclista
- Jack Carson como vagabundo de circo

Animais
- Skippy como George, o cachorro da Sra. Random
- Nissa como Baby, o leopardo

## Produção

### Desenvolvimento e roteiro

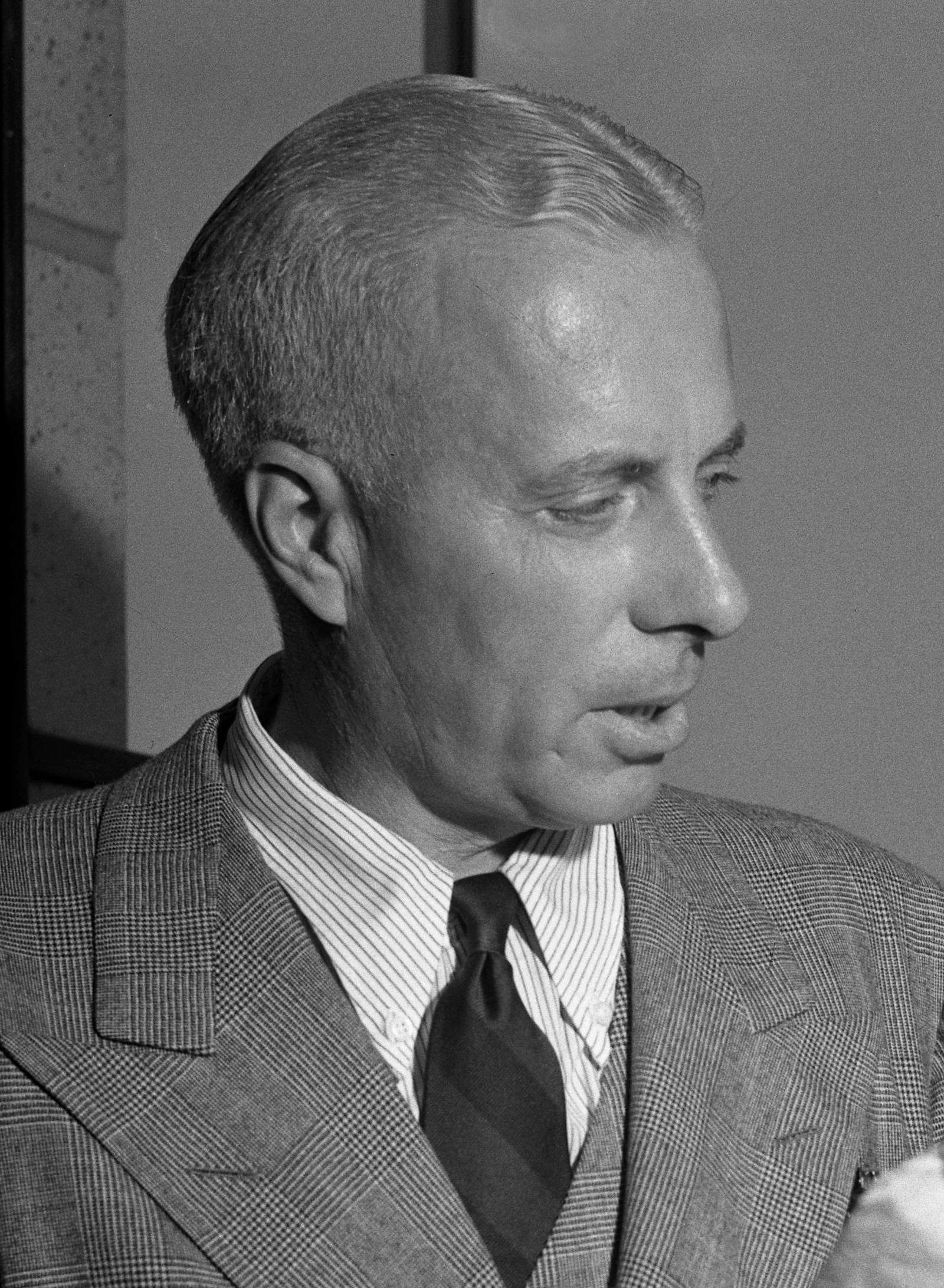
O diretor Howard Hawks começou a trabalhar no filme depois que os planos de adaptar Gunga Din foram adiados.

Em março de 1937, Howard Hawks assinou um contrato com a RKO para uma adaptação de Gunga Din de Rudyard Kipling que estava em pré-produção desde o outono anterior. Quando a empresa não conseguiu contratar Clark Gable, Spencer Tracy e Franchot Tone que pertenciam a Metro-Goldwyn-Mayer para interpretarem o filme e a adaptação de Gunga Din foi adiada, Hawks começou a procurar um novo projeto. Em abril de 1937, ele leu um conto de Hagar Wilde na revista Collier's chamado "Bringing Up Baby" e imediatamente quis fazer uma versão cinematográfica, lembrando que riu bastante ao ler, A RKO comprou os direitos de exibição em junho por US$ 1.004, e o diretor trabalhou brevemente com Wilde no tratamento. O longa-metragem iria acabar por diferir de seu conto original: David e Susan estão noivos, ele não é um cientista e não há dinossauro, clavícula intercostal ou museu. No entanto, Susan ganha uma pantera de estimação de seu irmão Mark para dar à sua tia Elizabeth; David e Susan devem capturar o felino no deserto de Connecticut com a ajuda da música favorita de Baby, "I Can't Give You Anything but Love, Baby".
O diretor então contratou o roteirista Dudley Nichols, mais conhecido por seus trabalhos com o cineasta John Ford. Wilde desenvolveria os personagens e os elementos cômicos do roteiro, enquanto Nichols cuidaria da história e da estrutura. Hawks trabalhou com os dois escritores durante o verão de 1937, e eles criaram um roteiro de 202 páginas. Wilde e Nichols escreveram vários rascunhos juntos, começando um relacionamento romântico e sendo coautores do filme Carefree, estrelado pela dupla Fred Astaire e Ginger Rogers, alguns meses depois. O roteiro de Bringing Up Baby passou por várias mudanças, e em um ponto houve até luta de tortas, inspirada na filmografia de Mack Sennett. Major Applegate teria um assistente e provador de comida chamado Ali (que deveria ser interpretado por Mischa Auer), mas esse personagem foi substituído por Aloysius Gogarty. O rascunho final do roteiro tinha várias cenas no meio de sua duração em que David e Susan declaram seu amor um pelo outro, que Hawks cortou durante a produção.
Nichols foi instruído a escrever o filme para Hepburn, com quem havia trabalhado em Maria Stuart, Rainha da Escócia (1936), dirigido por John Ford. Barbara Leaming alegou que a atriz teve um caso com Ford e afirma que muitas das características de Susan e David foram baseadas em Hepburn e no cineasta. Nichols estava em contato com Ford durante a escrita do roteiro, e o filme incluiu membros da John Ford Stock Company como Ward Bond, Barry Fitzgerald, D'Arcy Corrigan e o produtor Cliff Reid. John Ford era amigo de Hawks e visitou no set. Os óculos redondos que Grant usa no filme lembram Harold Lloyd.
As filmagens estavam programadas para começar em 1º de setembro de 1937 e terminar em 31 de outubro, mas foram adiadas por vários motivos. A produção teve que esperar até meados de setembro para liberar os direitos de "I Can't Give You Anything but Love, Baby" por US$ 1.000. Em agosto, Hawks contratou os piadistas Robert McGowan e Gertrude Purcell para reescrever os diálogos e ambos não foram creditados, o primeiro adicionou uma cena inspirada na história em quadrinhos Professor Dinglehoofer and his Dog de Harold Knerr na qual um cachorro enterra um raro osso de dinossauro. A RKO pagou à King Features US$ 1.000 para utilizar a sequência no filme em 21 de setembro.

#### Improvisações de Grant
Tem sido debatido se Bringing Up Baby é a primeira obra de ficção (além da pornografia) a usar a palavra gay em um contexto homossexual. Em uma cena, o personagem de Cary Grant está usando uma négligée feminina com detalhes em Marabou; quando perguntado por que, ele responde exageradamente "Porque eu simplesmente fiquei gay de repente!" (pulando no ar ao falar a palavra gay). Como o termo gay para se referir a homossexuais não era amplamente conhecido do público em geral até a rebelião de Stonewall em 1969, questiona-se se a palavra é usada por Grant em seu sentido original (que significa "feliz" ) ou se é uma referência intencional e jocosa à homossexualidade.
A fala no filme foi um improviso de Grant e não estava no roteiro. De acordo com Vito Russo em The Celluloid Closet (1981, revisado em 1987), o roteiro originalmente tinha o personagem de Grant dizendo "Eu... eu suponho que você ache estranho eu usar isso. Eu sei que parece estranho... eu normalmente não... quero dizer, eu não tenho um desses". O autor sugere que isso indica que as pessoas em Hollywood (pelo menos nos círculos de Grant) estavam familiarizadas com as conotações de gíria da palavra; no entanto, não há registro de que Grant ou qualquer pessoa envolvida com o filme tenha discutido o assunto publicamente.
O longa-metragem My Weakness de 1933 já havia usado a palavra "gay" como um descritor aberto da homossexualidade; um dos dois homens apaixonados pela mesma mulher de repente sugere uma solução para o problema mútuo: "Vamos ser gays!" No entanto, os censores do Código Hays decretaram que a fala era muito picante e precisava ser abafada. Enquanto This Side of Heaven (1934) incluiu uma cena em que um decorador de interiores exigente e fofoqueiro tenta vender um padrão de tecido floral para um cliente, que responde: "Parece-me um pouco gay demais".

### Escolha de Elenco

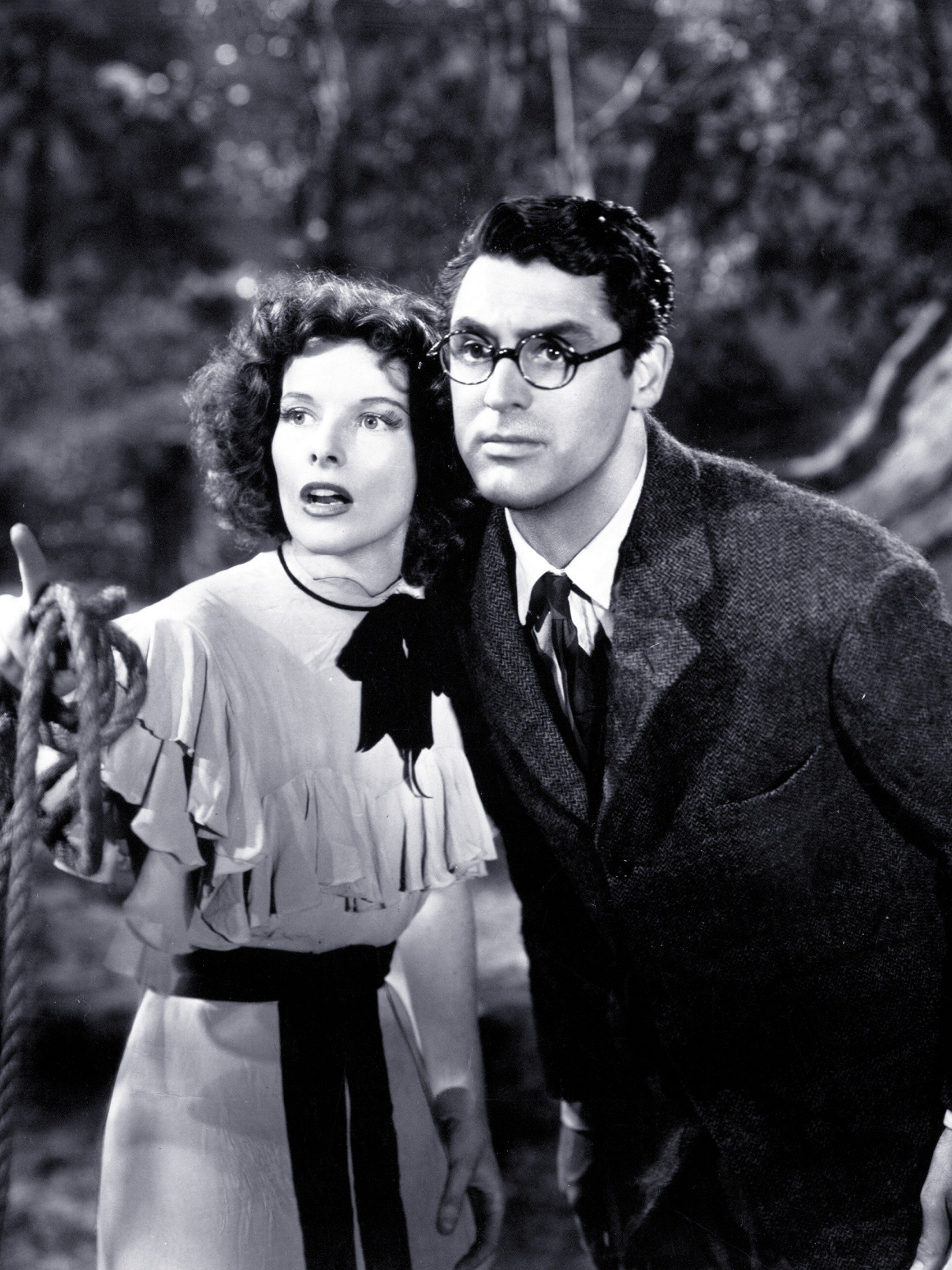
Hepburn e Grant em sua segunda de quatro colaborações cinematográficas

Após os produtores considerarem a prima do diretor, Carole Lombard para o papel de Susan Vance, eles escolheram Katharine Hepburn para interpretar a rica nova-inglesa por causa de sua origem e semelhanças com a personagem. A RKO concordou com a escalação, mas tinha ressalvas com a decisão por causa do salário de Hepburn e da falta de sucesso da atriz nas bilheterias por vários anos. O financiador Lou Lusty disse: "Você não conseguiria nem empatar, se um show de Hepburn custasse oitocentos mil". No início, Hawks e o produtor Pandro S. Berman não conseguiram concordar sobre quem escalar para o papel de David Huxley. Hawks inicialmente queria o comediante de cinema mudo Harold Lloyd; Berman rejeitou Lloyd e Ronald Colman, oferecendo o papel a Robert Montgomery, Fredric March e Ray Milland. Porém, todos recusaram.
Foi Howard Hughes quem sugeriu Cary Grant para o papel. O ator tinha acabado de concluir a gravação da comédia romântica de grande sucesso The Awful Truth (1937) e Hawks pode ter visto um corte bruto do filme inédito. O artista então tinha um acordo não exclusivo de quatro filmes com a RKO por US$ 50.000 por longa-metragem, e o empresário dele usou sua escalação para Bringing Up Baby pra renegociar seu contrato, ganhando US$ 75.000 mais os bônus que Hepburn estava recebendo. Grant estava preocupado em ser capaz de interpretar um personagem intelectual e levou duas semanas para aceitar o papel, apesar de assinar o contrato. Hawks conquistou a confiança dele prometendo treiná-lo durante toda a filmagem, instruindo-o a assistir a filmografia de Harold Lloyd para se inspirar. Ambos se encontravam sempre após o fim de cada encenação para discutir seu estilo de interpretação, posteriormente o artista revelou que isto ajudou a elevar seu desempenho.
O diretor obteve o ator Charlie Ruggles (Paramount Pictures) para interpretar o papel de Major Horace Applegate e Barry Fitzgerald da The Mary Pickford Corporation para ser o jardineiro Aloysius Gogarty. Hawks escalou Virginia Walker como Alice Swallow, noiva de David; Walker estava sob contrato com ele e mais tarde casou-se com o irmão do diretor William Hawks. Como o cineasta não conseguiu encontrar uma pantera que trabalhasse para o longa-metragem, Baby foi transformada em um leopardo para que pudessem escalar o animal treinado Nissa, que trabalhou em Hollywood por oito anos, fazendo vários filmes B.

### Filmagem
As filmagens começaram em 23 de setembro de 1937 e estavam programadas para terminar no dia 20 de novembro de 1937, com um orçamento de US$ 767.676. As gravações começaram em estúdio com as cenas no apartamento de Susan, mudando-se para o Bel Air Country Club no início de outubro para as cenas do campo de golfe. A produção teve um começo difícil devido às lutas de Hepburn com sua personagem e suas habilidades cômicas. Ela frequentemente exagerava, tentando muito ter um timming cômico, e Hawks pediu ao veterano do vaudeville Walter Catlett para ajudá-la. Catlett atuou em cenas com Grant para a atriz, mostrando a ela que era mais engraçado quando estava sério. A artista entendeu, agiu naturalmente e interpretou a si mesma pelo resto das filmagens; ela ficou tão impressionada com o talento e a habilidade de treinamento de Catlett que insistiu que o aceitassem no papel do policial Slocum no filme.

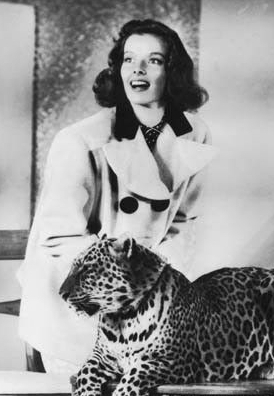
Katharine Hepburn e a leoparda Nissa em uma foto publicitária; em determinado momento, Nissa investiu contra Hepburn, mas foi parada pelo chicote da treinadora.

A maioria das sequências foram filmadas no Arthur Ranch no Vale de São Fernando, que foi usado como propriedade da tia Elizabeth para cenas internas e externas. Desde o início das gravações, Grant e Hepburn frequentemente improvisaram seus diálogos e atrasavam a produção fazendo um ao outro rir. A cena em que Grant pergunta freneticamente a atriz onde está seu osso foi filmada das 10hrs até bem depois das 16hrs por causa dos ataques de riso das estrelas. Após um mês de filmagens, Hawks estava sete dias atrasado. Durante as filmagens, o cineasta se referia a quatro versões diferentes do roteiro do longa-metragem e fazia mudanças frequentes nas encenações e nos diálogos. A Sua atitude vagarosa nos bastidores e o desligamento da produção para assistir uma corrida de cavalos contribuíram para o tempo perdido. Ele levou doze dias para filmar a cena da prisão de Westlake em vez dos cinco programados. O diretor mais tarde atribuiu de forma cômica os contratempos aos ataques de riso de suas duas estrelas e ao fato de terem que trabalhar com dois animais.
O terrier George foi interpretado por Skippy, conhecido como Asta nos filmes The Thin Man (1934) e coestrelando com Grant (como Sr. Smith) em The Awful Truth (1937). O leopardo domesticado Baby e o outro que é fugitivo do circo foram ambos interpretados por uma leoparda treinada, Nissa; Nissa foi supervisionada por sua treinadora, Olga Celeste, que ficou por perto com um chicote durante as encenações. Em um ponto, quando Hepburn girou (fazendo sua saia girar) Nissa investiu contra ela e foi subjugada quando Celeste estalou seu chicote. A atriz usava perfume forte para manter Nissa calma e não tinha medo do leopardo, mas Grant estava apavorado; a maioria das cenas dos dois interagindo são feitas em close-up com um dublê. Hepburn brincava com o medo do ator jogando um leopardo de brinquedo pelo teto do camarim dele durante a produção. Houve várias notícias sobre a dificuldade de Hawks em filmar o leopardo vivo e o perigo potencial para atores altamente famosos, então algumas cenas exigiram retroprojeção enquanto várias outras foram filmadas usando mattes.
Hawks e Hepburn tiveram um confronto durante as filmagens. Enquanto a atriz conversava com um membro da equipe, o cineasta gritou "Silêncio!" até que a única pessoa que ainda falava era ela. Quando Hepburn parou e percebeu que todos estavam olhando para ela, perguntou o que estava acontecendo. O diretor perguntou se ela estava imitando um papagaio. A intérprete contra-atacou dizendo para nunca mais falar com ela daquele jeito, já que era velha amiga da maioria da equipe. Quando Hawks (um amigo ainda mais velho da equipe) perguntou a um técnico de iluminação em quem ele preferia jogar uma luz, Hepburn concordou em se comportar no set. Uma variação desse acontecimento, com Cary Grant gritando "Silêncio!", foi incorporada ao longa-metragem.
A sequência do Westlake Street foi filmado no 20th Century Fox Studios. As filmagens foram finalmente concluídas em 6 de janeiro de 1938. Os produtores da RKO expressaram preocupação com os atrasos e despesas do filme, que saiu 40 dias após o prazo planejado e US$ 330.000 acima do orçamento, eles também não gostaram dos óculos de Grant e do cabelo de Hepburn. O custo final foi de US$ 1.096.796,23, principalmente devido às cláusulas de horas extras nos contratos de Hawks, Grant e Hepburn. O custo do filme para sets e adereços foi de apenas US$ 5.000 acima do orçamento, mas todos os atores (incluindo Nissa e Skippy) receberam aproximadamente o dobro de seus salários iniciais. O salário de Hepburn aumentou de US$ 72.500 para US$ 122.000, o de Grant de US$ 75.000 para US$ 123.000 e o de Hawks de US$ 88.000 para US$ 203.000; que ainda recebeu US$ 40.000 adicionais para rescindir seu contrato com a RKO em 21 de março de 1938.

### Pós-produção
A edição de Bringing Up Baby ficou por conta de George Hively que o editava durante toda a sua produção e as cópias finais foram feitas alguns dias após o término das filmagens. O primeiro corte do filme (10.150 pés de comprimento) foi enviado ao Código Hays em meados de janeiro. Apesar de várias cenas de duplos sentidos e referências sexuais, o longa-metragem foi aprovado, ignorando Grant dizendo que ele "ficou gay" ou a referência de Hepburn a George urinando. As únicas objeções da censura foram à cena em que o vestido de Hepburn está rasgado e referências a políticos (como Al Smith e Jim Farley).
Como todas as comédias de Hawks, o filme tem um ritmo acelerado (apesar de ter sido filmado principalmente em tomadas médias longas, com poucos cortes transversais). O cineasta disse a Peter Bogdanovich: "Você ganha mais ritmo se você acompanhar os atores rapidamente dentro do quadro, em vez de fazer cortes transversais rápidos".
Em 18 de fevereiro, o filme foi reeditado novamente. Ele teve duas prévias antecipadas em janeiro de 1938, onde recebeu As ou A-plus nos cartões de feedback do público. O produtor Pandro S. Berman queria cortar mais cinco minutos, mas cedeu quando Hawks, Grant e Cliff Reid se opuseram. Na segunda prévia do filme, o filme recebeu ótimas críticas e a RKO esperava um sucesso. A trilha sonora em Bringing Up Baby é mínima, principalmente os protagonistas cantando "I Can't Give You Anything But Love, Baby". Há música incidental na cena do Ritz e um arranjo de "I Can't Give You Anything But Love, Baby" durante os créditos de abertura e encerramento feita pelo diretor musical Roy Webb.

## Lançamento
A Criterion Collection relançou Bringing Up Baby em Blu-ray 4K em 06 de julho de 2021. Sendo lançando simultâneamente com La piscine (1969), Deep Cover (1992), Working Girl (1988) e O Espelho (1975).

### Resposta crítica

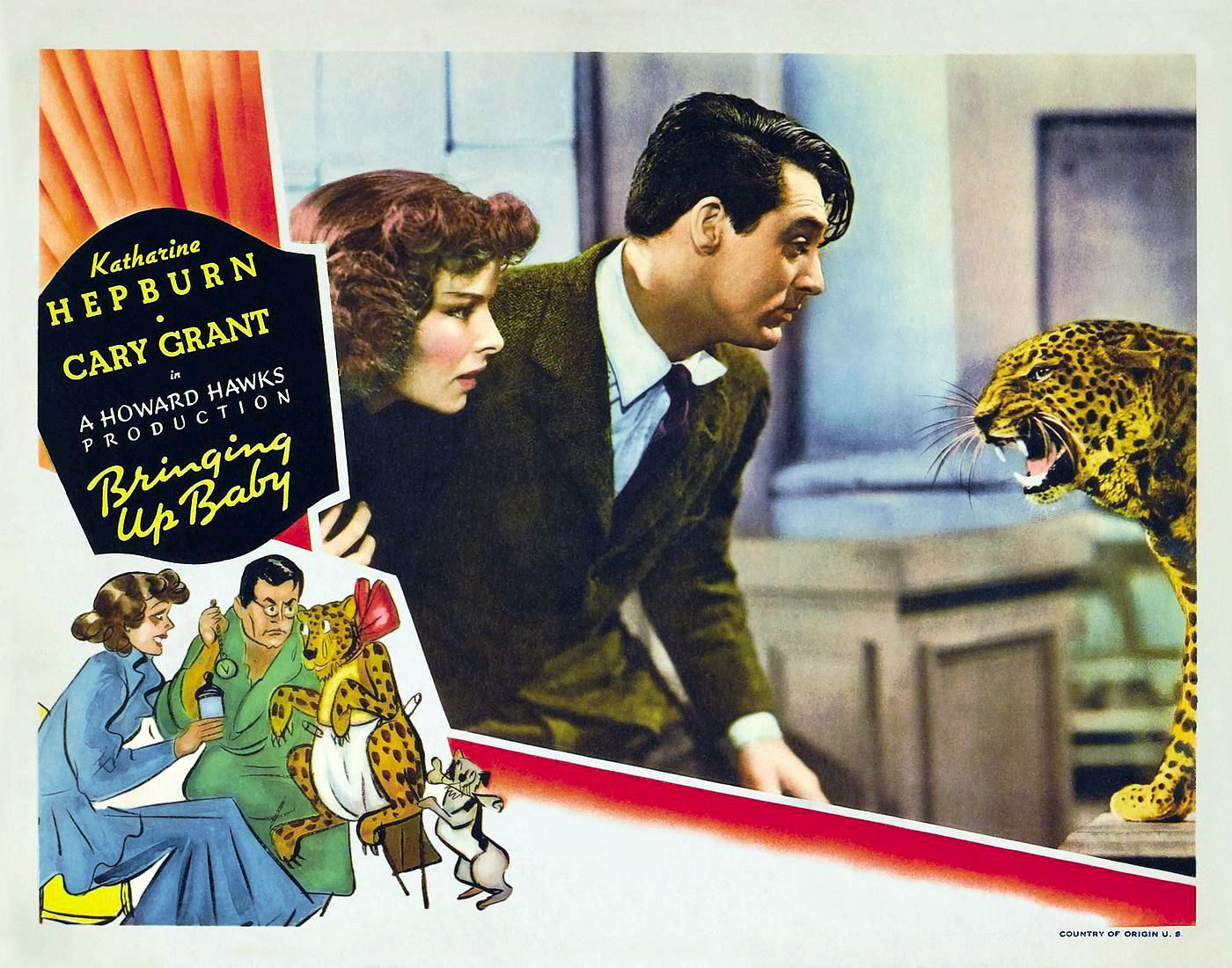
Cartaz do filme

O filme recebeu boas críticas antecipadas, com Otis Ferguson do The New Republic, escrevendo que o longa-metragem era muito engraçado e elogiando a direção de Hawks. A Variety também elogiou, destacando o ritmo e a direção, chamando a atuação de Hepburn de "uma de suas caracterizações de tela mais revigorantes" e dizendo que Grant "desempenha seu papel ao máximo"; sua única crítica foi a duração da cena da prisão. O Film Daily o classificou como "literalmente uma confusão do começo ao fim, com a risada totalmente pesada e a ação rápida". O extinto Harrison's Reports chamou o filme de "Uma farsa excelente" com "muitas situações que provocam gargalhadas sinceras" e John Mosher do The New Yorker, afirmou que ambas as estrelas "conseguem ser engraçadas" e que Hepburn nunca "pareceu tão bem-humorada". No entanto, Frank S. Nugent do The New York Times não gostou do filme, considerando-o derivado e cheio de clichês, uma repetição de dezenas de outras comédias malucas do período. Ele rotulou a atuação de Hepburn de "sem fôlego, sem sentido e terrivelmente, terrivelmente fatigante" e acrescentou: "Se você nunca foi ao cinema, Bringing Up Baby será novo para você - um produto maluco da escola da farsa pateta. Mas quem nunca foi ao cinema?".
No website agregador de críticas Rotten Tomatoes, o filme tem uma taxa de aprovação de 97% com base em 72 avaliações, com uma classificação média de 9/10. O consenso crítico do site diz: "Com Katharine Hepburn e Cary Grant em seu melhor momento efervescente, Bringing Up Baby é uma comédia perfeitamente montada com apelo duradouro". Enquanto no Metacritic, o Bringing Up Baby tem uma pontuação média ponderada de 91 em 100, com base em 17 críticos, indicando "aclamação universal". A crítica Pauline Kael confirma: "O diretor, Howard Hawks, mantém todo esse absurdo insignificante em um equilíbrio tão artístico que nunca interfere no mundo real; pode ser o equivalente mais próximo da comédia da Restauração nos filmes americanos".

### Bilheteria
Apesar da reputação de Bringing Up Baby como um fracasso, ele fez sucesso em algumas partes dos EUA. O filme estreou em 16 de fevereiro de 1938, no Golden Gate Theatre em San Francisco (onde foi um sucesso), e também teve bom desempenho em Los Angeles, Portland, Denver, Cincinnati e Washington, DC. No entanto, foi uma decepção financeira no Centro-Oeste, bem como na maioria das outras cidades do país, incluindo Nova York; para desgosto da RKO, a estreia do longa-metragem neste município foi em 3 de março de 1938, no Radio City Music Hall, arrecadando apenas US$ 70.000 e foi retirado após uma semana para favorecer Jezebel com Bette Davis.
Durante sua primeira exibição, Bringing Up Baby arrecadou US$ 715.000 nos EUA e US$ 394.000 em mercados estrangeiros, totalizando US$ 1.109.000; sua reedição em 1940 e 1941 arrecadou mais US$ 95.000 nos EUA e US$ 55.000 internacionalmente. Após sua segunda exibição, obteve um lucro de US$ 163.000. Devido ao seu fiasco, Hawks foi liberado mais cedo de seu contrato de dois filmes com a RKO e Gunga Din foi finalmente dirigido por George Stevens. O diretor afirmou mais tarde que "tinha uma grande falha e eu aprendi muito com isso. Não havia pessoas normais nele. Todo mundo que você conhecia era um maluco e desde então aprendi minha lição e não pretendo nunca mais deixar todo mundo louco". O diretor passou a trabalhar com a RKO em três projetos na década seguinte. Muito antes do lançamento de Bringing Up Baby, Hepburn foi rotulada como "veneno de bilheteria" por Harry Brandt (presidente da Independent Theatre Owners of America). No entanto, muitos críticos se maravilharam com sua nova habilidade na comédia pastelão; a revista Life a chamou de "a surpresa do filme". O ex-namorado de Hepburn, Howard Hughes, comprou a RKO em 1948 e a vendeu em 1955; quando vendeu a empresa, Hughes manteve os direitos autorais de seis produções (incluindo Bringing Up Baby).

## Temas e interpretações
Vários comentadores descreveram que Bringing Up Baby desfoca ou inverte os papéis de género estereotipados atribuídos a homens e mulheres, à medida que o desajeitado e "assexuado" workaholic David é perseguido e eventualmente conquistado pela anárquica e confiante Susan; isto é contrastado pela noiva de David, Alice, que "descarta a sexualidade e a gravidez em favor do trabalho". Os académicos Robin L. Murray e Joseph K. Heumann escrevem: "O osso e o leopardo não são apenas reais, mas também representam elementos que faltam na vida urbana de David como paleontólogo do museu e noivo de Alice: sexo e filhos". No final do filme, eles observam: "Em vez de retornar ao seu papel original intacto, David declara seu amor por Susan, mesmo quando seu brontossauro cai no chão, significando o sucesso da reeducação de Susan. Ela não apenas quebrou seus óculos para realçar sua beleza, mas também destruiu seu trabalho".
Murray e Heumann argumentam que a narrativa do longa-metragem "promove uma visão cínica do casamento e de uma sociedade urbana racional", um elemento que a escritora e crítica de cinema Sheila O'Malley caracteriza como comum na filmografia de Hawks: "O casamento quase não existe nos filmes de Hawks e, quando aparece, não é exatamente uma bênção. [...] Bringing Up Baby pode terminar em um abraço, mas é impossível imaginar David e Susan em um relacionamento doméstico convencional". Ao longo da obra, O'Malley acrescenta: "David se torna uma pessoa real. Alice o abandona, dizendo: 'Você se mostrou em suas verdadeiras cores. Você é apenas uma borboleta.' Alice, é claro, não entende o ponto, como as Alices do mundo sempre fazem. Uma borboleta não simboliza irresponsabilidade. Uma borboleta simboliza transformação. Susan força David a sair de sua crisálida, e ele emerge no ar noturno ilimitado, onde um homem pode respirar, onde uma mulher não apenas o ama, mas também lhe devolve seu osso, finalmente".
Além de brincar com papéis de gênero, Murray e Heumann escrevem que Bringing Up Baby contém temas de exploração, do impacto do colonialismo e da remoção de animais de seus habitats naturais:

Com foco na improvável união da herdeira excêntrica Susan e do paleontólogo confuso David, Bringing Up Baby aborda múltiplas questões ecocríticas: um museu de história natural e seu paleontólogo David merecem uma doação de US$ 1 milhão da tia de Susan, Elizabeth (May Robson)? Uma mulher racional como a noiva de David, Alice (Virginia Walker), é mais ou menos atraente do que uma Susan irracional, porém sexualizada? Criaturas selvagens devem ser extraídas e domesticadas de selvas colonizadas? E a natureza reconstruída supera a paisagem natural do corpo generificado?

## Legado
Bringing Up Baby foi o segundo de quatro produções estrelados por Cay Grant e Katharine Hepburn; os outros foram Sylvia Scarlett (1935), Holiday (1938) e The Philadelphia Story (1940). O conceito do longa-metragem foi descrito pelo filósofo Stanley Cavell como uma "conquista definitiva na história da arte cinematográfica". Cavell observou que Bringing Up Baby foi feito em uma tradição de comédia romântica com inspiração na Roma antiga e em Shakespeare. Much Ado About Nothing e As You Like It de Shakespeare, foram citados em particular como as influências para o filme e na comédia maluca em geral, com seus "homens arrogantes e autossuficientes, mulheres fortes e combate feroz de palavras e inteligência". A personagem de Hepburn foi citada como um dos primeiros exemplos cinematográficos do arquétipo Manic Pixie Dream Girl.
A popularidade de Bringing Up Baby aumentou desde que foi exibido na televisão durante a década de 1950, e na década de 1960, analistas de cinema (incluindo os escritores do Cahiers du Cinéma na França) exaltam a qualidade do filme. Em uma refutação mordaz do colega crítico do New York Times, Nugent, sobre o filme na época do lançamento, A. O. Scott disse que você "se surpreenderá com seu frescor, seu vigor e seu brilho — qualidades inalteradas após sessenta e cinco anos, e provavelmente resistirão a repetidas exibições". Leonard Maltin afirmou que agora é "considerado a comédia maluca definitiva e um dos filmes mais rápidos e engraçados já feitos; grandes atuações de todos". Na atualização de 2022 da lista dos maiores filmes de todos os tempos da Sight & Sound, o longa-metragem aparece em 108° lugar empatado com The Wizard of Oz (1939), Búsàn (2003), Morangos Silvestres (1957), The Man Who Shot Liberty Valance (1962) e Touch of Evil (1958).
Bringing Up Baby foi readaptado várias vezes. Hawks reciclou a cena da boate em que o vestido de Hepburn está rasgado e Grant anda atrás dela na comédia Man's Favorite Sport (1964). O longa-metragem de Peter Bogdanovich What's Up, Doc? (1972), estrelado por Barbra Streisand e Ryan O'Neal foi concebido como uma homenagem a Bringing Up Baby, com até mesmo uma recriação da cena de vestimenta rasgada. Outras obras baseadas no filme são Une Femme ou Deux (1985) e Who's That Girl? (1987) com Madonna. Christopher Reeve baseou-se na interpretação de Cary Grant no filme para compor o papel principal de Superman (1978).
O filme é reconhecido pelo American Film Institute nestas listas:
- 1998: AFI's 100 Years...100 Movies – #97[83]
- 2000: AFI's 100 Years...100 Laughs – #14[84]
- 2002: AFI's 100 Years...100 Passions – #51[85]
- 2007: AFI's 100 Years...100 Movies (10th Anniversary Edition) – #88[86]